# The Midsummer Marriage
The Midsummer Marriage (deutscher Titel: Die Mittsommerhochzeit) ist eine Oper in drei Akten von Michael Tippett. Sie wurde am 27. Januar 1955 am Royal Opera House Covent Garden in London uraufgeführt.

## Handlung
Die Oper spielt in der Gegenwart am Tag der Sommersonnenwende.

### Erster Akt: Morgen
Eine Waldlichtung, Nahe am Gipfel eines Hügels, vor Tagesanbruch
Im Hintergrund in der Mitte befindet sich eine Art antiker griechischer Tempel als Teil einer Gebäudegruppe, die eine Art Heiligtum bildet. Rechts davon führen Stufen aufwärts zu einer steinernen Wendeltreppe und links abwärts zu Gittertoren in der Flanke des Hügels.
Szene 1. Mark und Jenifer haben für ihre Hochzeitsfeier auf der Waldlichtung Freundinnen und Freunde eingeladen. Diese treffen noch vor dem Brautpaar im Dunkeln ein. Sie fühlen sich unsicher, bis allmählich die Sonne aufgeht und der Tempel hinter dem Nebel sichtbar wird. Als in der Ferne seltsame Musik von Flöten und Glocken erklingt, verstecken sie sich hinter den Bäumen.
Szene 2. Geführt von dem Flötenspieler Strephon und gefolgt von den beiden Alten kommen Tänzer aus dem Tempel und beginnen einen Schwert- oder Stocktanz. Mark unterbricht das Ritual, da er sich für seinen Hochzeitstag einen neuen Tanz wünscht. Er erklärt: Da seine Geburt mysteriös war, solle auch seine Hochzeit seltsam sein. Die Alten warnen ihn vor der Gefahr, die eine Abweichung vom unveränderlichen Ritual mit sich bringen könne. Als Mark auf seinem Wunsch beharrt, beginnen die Tänzer erneut denselben Tanz, bis der Alte plötzlich Strephon ein Bein stellt und zu Fall bringt. Dem schockierten Mark erklären die Alten, dass ihm dies eine Lehre sein solle. Sie verheißen ihm, dass er noch heute einen neuen Tanz lernen werde, bevor er diesen Ort verlasse. Die Alten und die Tänzer ziehen sich in den Tempel zurück.
Szene 3. Die Freunde fragen Mark, wer diese Leute waren. Er entgegnet, dass er dies nicht genau wisse. Er habe sie aber schon seit seiner Kindheit regelmäßig hier beobachtet. Sie scheinen sich nie zu verändern und kennen offenbar das Geheimnis seiner Herkunft, ohne es ihm jedoch mitzuteilen. Marks Gedanken wandern wieder zu seiner bevorstehenden Hochzeit und seine Liebe zu Jenifer („And like the lark I sing for joy because I love“).
Szene 4. Jenifer erscheint in Reisekleidung anstelle ihres Hochzeitskleids. Sie erklärt, dass sie Mark nicht mehr heiraten wolle, denn sie wünsche keine Liebe, sondern Wahrheit. Sie lehnt jetzt auch seine Berührungen ab und weicht aus, als er ihr den Weg verstellen will. Dabei entdeckt sie die Steintreppen. Von diesen magischen Stufen hat sie seit ihrer Kindheit geträumt. Sie ruft aus, dass für sie das Licht und für ihn der Schatten bestimmt sei. Trotz seiner Warnungen steigt sie langsam die Stufen hinauf und verschwindet. Die Mädchen lachen den verzweifelten Mark aus, doch die Männer ermutigen ihn. Als von der rechten Seite die Rufe von Jenifers Vater King Fisher erklingen, öffnet Mark die Gittertore und tritt in die Dunkelheit der Höhle.
Szene 5. King Fisher eilt mit seiner Sekretärin Bella auf die Lichtung. Er konnte Marks Verschwinden noch beobachten und will unbedingt verhindern, dass seine Tochter diesen „Bastard“ heiratet. Nachdem er sich verwundert umgesehen hat, fordert er Bella auf, an die Tempeltür zu klopfen und die Alten um Auskunft über diesen Ort bitten (er spricht grundsätzlich nur durch seine Sekretärin). Die Alten entgegen ihr, dass sich die Tore nur für die „richtigen Leute“ öffnen. Bella teilt das ihrem Chef mit und soll nun fragen, wer diese „richtigen Leute“ seien. Darauf antworten die Alten, dass keine „richtigen Leute“ hier seien. Sie kehren in den Tempel zurück. King Fisher will nun die Gitter gewaltsam öffnen lassen. Bella geht, um ihren Freund Jack, einen Mechaniker, zu holen.
Szene 6. King Fisher erzählt den Anwesenden von Marks schlechtem Charakter und verspricht den Männern Geld, wenn sie im Wald nach seiner Tochter suchen. Diese eilen fort. Die Mädchen, die er auf dieselbe Weise zu locken versucht, lehnen das Geld ab. Er vertreibt sie und bleibt allein zurück.
Szene 7. Bella kehrt mit ihrem Freund Jack zurück, der trotz ihrer Bedenken begierig ist, das Tor aufzubrechen. Die beiden tanzen und küssen sich, bis King Fisher zur Eile mahnt. Da erklingt hinter den Toren die Stimme der Wahrsagerin Sosostris und spricht eine Warnung für King Fisher aus. Auch die zurückkehrenden Mädchen flehen ihn an, einzuhalten. King Fisher ignoriert das und fordert Jack auf, weiterzumachen. Als die warnende Stimme erneut erklingt, kommen auch die Männer zurück. Sie behaupten, die Stimme sei lediglich ein Bluff, und Jack solle mit seiner Arbeit fortfahren. Bella und die Mädchen streiten eine Weile mit Jack und den Männern, während King Fisher vergeblich versucht, seine Autorität einzusetzen.
Szene 8. Da erscheint Jenifer oben auf den Stufen – ganz in weiß und teilweise in die aus dem Kopf des Zeus geborene Athene, die Göttin der Weisheit, verwandelt. Jack und Bella eilen davon. Jenifer erklärt ihren Abscheu vor der irdischen Sphäre, meint aber, dass ihre Rückkehr auch diejenige Marks erzwingen werde. Dieser tritt wenig später aus der Höhle – rot und zum Teil in die Gestalt des aus Zeus’ Schenkel geborenen Dionysos, des Gottes des Weins und der Fruchtbarkeit, transformiert. Während Jenifer singend den sternenklaren Himmel besingt, lobt Mark sprechend die fruchtbare Erde. Eine Fanfare erklingt, und die Alten treten mit den Tänzern aus dem Tempel. Sie fordern Mark und Jenifer auf, ihren Zwist zu erklären. Umgeben von den Tänzerinnen beschreibt Jenifer zunächst ihren Aufstieg in den Himmel. Dabei bläst eine Tänzerin in eine silberne Trompete, und die andere bewegen sich zur Musik. Die Mädchen bitten sie beeindruckt, sie diesen Weg zu lehren. King Fisher unterbricht, und jetzt schildert Mark, umringt von den männlichen Tänzern, seinen Abstieg in die faszinierende Unterwelt, der in einer ekstatischen Vereinigung von Mensch und Tier gipfelte. Währenddessen schlägt ein Tänzer ein Paar bronzene Zimbeln, und die übrigen bewegen sich entsprechend. Die Freunde bitten Mark begeistert, ihnen eine „andere Geburt als gemeinsame Kinder der Erde“ zu zeigen. Jenifer bewegt sich langsam auf Mark zu und hält ihm einen Spiegel vor, in dem er die Wahrheit erkennen soll. Dieser fällt ihr jedoch aus den Händen und zerbricht, als er ihr einen goldenen Zweig zeigt. Jetzt tauschen die beiden ihre Rollen. Jenifer betritt die Höhle, und Mark steigt die Treppe hinauf. Die Alten und die Tänzer verschwinden wieder im Tempel. King Fisher hält seine Tochter inzwischen für vollkommen verrückt. Die Freunde und Freundinnen jedoch lachen optimistisch.

### Zweiter Akt: Nachmittag
Das Bühnenbild ist leicht nach rechts gedreht
Die Steinstufen sind nicht mehr sichtbar. Nur die Türen und die linke Ecke des Tempels sind noch zu sehen. Die Gittertore befinden sich nun in der Mitte links, und auf der linken Seite der Wald und die Hügellandschaft.
Pre-Szene. Strephon lauscht eine Weile bewegungslos auf den Stufen, bevor er diese hinab tanzt. Nach kurzem Zögern läuft er hinter den Tempel. Von ferne nähert sich Chorgesang.
Szene 1. Bella und Jack treffen ein, während der Chor hinter der Szene von links nach rechts wandert. Einige der Sänger versuchen vergeblich, die beiden zur Gruppe zu rufen, bevor sie sich den anderen anschließen. Die Stimmen verklingen allmählich. Als das Paar alleine ist, macht Bella Jack einen Heiratsantrag. Beide träumen vom gemeinsamen Eheleben und Kindern. Langsam wie in einem Traum wandern sie in den Wald auf der linken Seite.
Szene 2. Strephon und die anderen Tänzer führen drei Tänze auf. Im ersten („Die Erde im Herbst“) stellt Strephon einen Hasen dar, der von einem Hund (einer Tänzerin) durch die Bäume (andere Tänzer) gejagt wird und ihm mehrfach knapp entkommt. Im zweiten Tanz („Die Gewässer im Winter“) macht ein Otter (Tänzerin) Jagd auf einen Fisch (Strephon), der sich durch Strudel in Gestalt von Nymphen kämpfen muss, um sich zu retten. Dabei wird er verletzt. Im dritten Tanz („Die Luft im Frühling“) flieht ein Vogel (Strephon) mit gebrochenem Flügel vor einem Habicht (Tänzerin), während die anderen Tänzer eine kompakte Gruppe junger Bäume darstellen. Diesmal scheint das Opfer nicht entkommen zu können. Die Bühne verdunkelt sich.
Szene 3. Bella, die die Tänze zusammen mit Jack beobachtet hat, schreit vor Schreck auf. Sie kann nicht unterscheiden, ob die Jagd echt war oder ein Traum. Jack gelingt es allmählich, sie zu beruhigen. Sie nimmt einen Spiegel heraus, um ihre Frisur und ihr Make-up in Ordnung zu bringen („Oh, my face, my nose, my hair!“), und erklärt, dass sie von King Fisher erwartet werde. Auch Jack habe noch eine Rolle zu spielen. Jack ist beunruhigt. Bella läuft in den Wald und ruft ihm zu, dass er sie fangen solle.
Post-Szene. Der Chor wandert singend hinter der Szene zurück auf die linke Seite.

### Dritter Akt: Abend und Nacht
Die Szene ist jetzt zur Ausgangsposition zurückgedreht.
Szene 1. Der größte Teil des Chors feiert nach einem gemeinsamen Mahl singend und trinkend das Ende des Tages. Ein halb betrunkener Mann beginnt zu tanzen und gerät in den Weg eines anderen Tänzers. Alle sind gespannt, warum King Fisher sie hierher bestellt hat.
Szene 2. King Fisher und Bella treffen ein. Er erklärt, dass er die Alten mit magischen Mitteln bekämpfen will. Dabei soll ihm die Wahrsagerin Sosostris helfen. Der Chor macht sich auf den Weg, um diese zu holen.
Szene 3. King Fisher fordert Bella auf, die Alten herbeizurufen. Als diese aus dem Tempel treten, fordert er sie zu einem magischen Wettkampf heraus. Der Preis soll seine Tochter sein. Die Alten nehmen an.
Szene 4. Der Chor kehrt in Form einer Prozession zurück. Mit sich führen sie eine in einen grünen Umhang und einen Spitzhut gekleidete maskierte Gestalt, die sich eine Kristallschale vor das Gesicht hält. Einige Chormitglieder schwenken Fahnen und Banner, die den Hintergrund der Bühne verdecken. Während der Chor in Sosostris die Vereinigung von Sphinx und Sibylle preist, läuft Bella auf die Gestalt zu und entlarvt die Täuschung, denn es handelt sich um Jack. Alle verhöhnen ihn als „Zauberlehrling“. Da ertönt ein Gong, und eine schwarz verschleierte überlebensgroße Gestalt erscheint – die echte Sosostris. Jack legt die Kristallschale neben sie.
Szene 5. King Fisher beschwört Sosostris, mit Hilfe der Kristallschale den Aufenthaltsort seiner Tochter zu erschauen. Mit langsamer, tiefer Stimme beklagt Sosostris ihr Leben als Medium („Who hopes to conjure with the world of dreams“). Dann fordert sie Jack mit veränderter Stimme auf, die Schale anzuheben, und erkennt darin auf einer blühenden Wiese ein Mädchen und einen geflügelten Löwen, der sich bei näherer Betrachtung als Mensch herausstellt und mit dem Mädchen vereinigt. King Fisher, der das Paar zuerst für Jenifer und Mark gehalten hatte, wird wütend. Er bezeichnet ihre Vision als Betrug und entreißt Jack die Schale.
Szene 6. King Fisher fordert Sosostris auf, jetzt die Wahrheit zu sprechen. Sie schweigt jedoch. Jack legt mit Bellas Hilfe seine Robe wieder an. Die beiden küssen sich wie zum Abschied. Als King Fisher anschließend Jack befiehlt, Sosostris zu entschleiern, ruft Bella aus, dass dies ein Sakrileg sei. Dies sei der Moment, an dem ein Mann sein Schicksal wählen müsse. Jack verweigert King Fisher den Gehorsam und wirft ihn seine eigene Maske vor die Füße. Er verlässt den Schauplatz mit Bella.
Szene 7. King Fisher legt nun selbst die Maske an und nimmt Sosostris einen Schleier nach dem anderen ab. Unter dem letzten Schleier beginnt es zu glühen. Als King Fisher nach diesem Schleier greift, fällt er von selbst zu Boden. Darunter befindet sich eine Knospe, die sich zu einer riesigen Lotosblüte öffnet, deren rotes und goldenes Glühen die mittlerweile dunkle Bühne erleuchtet. Eine letzte Gewebeschicht über dem Inneren der Knospe fällt ab, und darin erscheinen Mark und Jenifer, in gegenseitige Betrachtung versunken wie die indischen Gottheiten Shiva und Parvati. Die geöffneten Blütenblätter bilden einen Kreis auf dem Boden. Sosostris ist verschwunden. King Fisher zieht seine Pistole, um Mark zu töten und seine Tochter zu befreien. In diesem Moment wenden sich Mark und Jenifer ihm „in einer machtvollen Geste“ zu. King Fisher greift an sein Herz und sinkt tot zu Boden.
Szene 8. Der Alte fordert die anwesenden Männer auf, King Fisher zu seinem Grab im Tempel zu tragen. Die Mädchen sollen unterdessen aus den umherliegenden Schleiern ein Leichentuch bereiten. Strephon und die Tänzer kommen aus dem Tempel und beginnen einen vierten Tanz („Feuer im Sommer“). Nach dem Entfachen eines rituellen Feuers tanzt Strephon mit einem brennenden Stock. Die anderen Tänzer drängen ihn zu Mark und Jenifer, bis er vor ihnen erschöpft zusammenbricht. Im zweiten Teil des Feuertanzes schließen sich die Lotosblüten um Mark, Jenifer und Strephon, bis nur noch der brennende Stock des letzteren sichtbar ist. Mark, Jenifer und der Chor preisen die Göttlichkeit der fleischlichen Liebe. Nach einem Augenblick der Ruhe wird der Stock in die Schleier hineingezogen. Diese glühen innerlich und brechen schließlich in Flammen aus. Es ist das Feuer der Sommersonnenwende, des Johannistags.
Szene 9. Nachdem die Flammen erloschen sind, ist die Bühne nur noch von Mondlicht erleuchtet. Strephon, Mark, Jenifer, die Alten und die Tänzer sind verschwunden. Der Chor fragt sich, ob alles nur ein Traum war. Nach einer Weile verschwindet auch das Mondlicht, Vögel beginnen zu singen, und der neue Tag beginnt. Das Licht ist nun wie zu Beginn des ersten Akts und das Heiligtum wieder in Nebel eingehüllt. Von entgegengesetzten Seiten erscheinen Mark und Jenifer. Beide tragen Hochzeitskleidung. Die Feier kann beginnen. Während die Sonne aufgeht, verlassen die beiden mit ihren Freunden die Lichtung. Der Tempel und das Heiligtum sind nun vor dem klaren Himmel als Ruinen zu erkennen.

## Gestaltung

### Orchester
Die Orchesterbesetzung der Oper enthält die folgenden Instrumente:
- Holzbläser: zwei Flöten (beide auch Piccolo), zwei Oboen, zwei Klarinetten, zwei Fagotte
- Blechbläser: vier Hörner, zwei Trompeten, drei Posaunen
- Pauken, Schlagzeug: große Trommel, kleine Trommel, Becken, Zimbeln, Röhrenglocken, Gong
- Celesta
- Harfe
- Streicher

### Libretto
Dramaturgisch erinnert das Werk an Mozarts Zauberflöte. Auch hier gibt es ein höheres und ein niedriger gestelltes Paar. The Midsummer Marriage besitzt keinen konventionell fortschreitenden Handlungsverlauf, sondern ist als „dramatische Allegorie“ für einen „Individuationsprozeß“ gedacht. Im selbst verfassten Libretto verarbeitete Tippett eine große Anzahl unterschiedlicher Quellen aus Literatur, Mythologie oder Esoterik. Der Operntitel verweist auf William Shakespeares Komödie Ein Sommernachtstraum, die ebenfalls zur Zeit der Sommersonnenwende in einem Zauberwald spielt und von hochzeitswilligen Paaren handelt. In beiden Werken treffen die reale und die übernatürliche Welt aufeinander. Die Hindernisse, auf die die Personen treffen, beruhen auf Irrtümern und Selbsttäuschungen, die aufgelöst werden müssen. Dieser Prozess zur Erkenntnis wird von den alten Priestern beaufsichtigt. Anstelle eines Prüfungsrituals wie in der Zauberflöte ist dazu ein Initiationsritus notwendig, der u. a. in den drei Tänzen des zweiten Akts seinen Ausdruck findet. Der darin symbolisch dargestellte Geschlechterkampf ist als Wettstreit zwischen Eros und Logos bzw. Animus und Anima zu verstehen. Die Gegensätze vereinigen sich abschließend in einem vierten Tanz, einem Fruchtbarkeitsritual. Die vier Tänze sind außerdem den Vegetationsperioden der vier Jahreszeiten zugeordnet. Wie von Carl Gustav Jung proklamiert, erfordert jede Initiation ein Opfer. Diese Rolle nimmt der materialistische Tycoon King Fisher ein. Auch das niedere Paar Jack/Bella erlebt einen Reifeprozess, indem sich die beiden von King Fisher abwenden und selbst Verantwortung übernehmen.
Der Schauplatz besitzt ein Vorbild in George Bernard Shaws Parabel Back to Methuselah, in der mit Strephon und den „Ancients“ Vorläufer der entsprechenden Charaktere in Tippetts Oper auftreten. Die Namen von Mark, Jenifer und King Fisher (der unfruchtbare „Fischerkönig“) sowie die Jagdszenen im zweiten Akt gehen auf die keltischen Mythologie zurück. Die direkte Quelle der letzteren stammt von dem britischen Dichter Robert Graves, bei dem der Knabe Gwion von der Zauberin Cerridwen in verschiedenen Tiergestalten verfolgt wird. Die Figur der Hellseherin Madame Sosostris ist T. S. Eliots Gedicht Das wüste Land entnommen; ihr Text dagegen orientiert sich an Paul Valérys Gedicht Pythia. Die Namen von Bella („die Schöne“) und Jack („Hans Dampf“, „Wagenheber“ sowie umgangssprachlich für „John“, vgl. Johannisfeuer) sprechen für sich selbst. Jacks goldener Zweig und weitere Grundzüge der Handlung stammen aus der altrömischen Mythologie bzw. der mehrbändigen Studie Der goldene Zweig des schottischen Anthropologen James George Frazer. Das in der Partitur angegebene Motto „Du sollst sagen: ich bin ein Kind der Erde und des gestirnten Himmels“ ist ein antiker Grabspruch, der im 4. Jahrhundert v. Chr. in Kreta und Süditalien genutzt wurde. Die Schlussworte („All things fall and are built again, and those that build them again are gay“) stammen wörtlich aus William Butler Yeats’ Gedicht Lapis Lazuli.:754f
Die Paare Mark/Jenifer und Jack/Bella treten niemals gemeinsam auf. Das deutet darauf hin, dass Mark und Jack bzw. Jenifer und Bella jeweils verschiedene Aspekte derselben Personen vertreten. Weitere Persönlichkeitsaspekte stellen Strephon als Alter Ego Marks und die jagenden Tänzerinnen als Jung’sche Schatten Bellas dar.:754

### Musik
Die Musik der Oper ist durchkomponiert, greift aber mit Arien, Duetten, Ensembles und Chören auch auf Mittel der Nummernoper des 19. Jahrhunderts zurück. Der zweite Akt ist als Bogen gestaltet. Nach einem Chor und einem Duett folgen die zentralen Tänze, bevor der Akt wieder mit einem Duett und einem Chor ausklingt. Der dritte Akt beginnt mit einer großen Chorszene.:753 Humor beweist Tippett beispielsweise im Liebesduett von Bella und Jack (II.1) und in Bellas Schmink-Arie „Oh, my face, my nose, my hair!“ (II.3).:755 Weitere musikalische Höhepunkte sind der erste Auftritt Marks und die folgende Koloraturarie Jenifers sowie die vierteilige Steigerungsarie der Sosostris „Who hopes to conjure with the world of dreams“ (III.5).
Die Melodik zeichnet sich durch eine häufige Verwendung von Quarten und Quinten aus.:754 Die Partitur ist farbig instrumentiert und enthält abwechslungsreiche Harmonien auf tonaler Basis. Die Gesangspartien sind von Melismen und kontrapunktischer Polyphonie geprägt. Mit letzterer knüpft Tippett an die Vokalpolyphonie der englischen Renaissance an.:754 Auffällig ist die häufig eingesetzte Polyrhythmik mit vielen Synkopen, die beispielsweise an die Musik Igor Strawinskys gemahnt. Auf die alte Musik weist auch die von ihm selbst gewählte Bezeichnung „madrigalesk“ für die „Springrhythmen“ hin, mit denen er die ständige Bewegung der Musik immer wieder neu anfacht.:754
Ein Kanon deutet während des Feuerrituals im dritten Akt auf das harmonische Ende der Oper hin. Die Tänze des zweiten Akts sind ebenfalls planvoll konstruiert. Hier finden sich Ritornelle, Strophenformen und Variationssätze. Ein Beispiel für letztere ist der Herbst-Tanz über einer ostinaten Basslinie („Ground“).:754

## Werkgeschichte
Nachdem Michael Tippett über einen längeren Zeitraum verschiedene Themen für seine erste abendfüllende Oper in Betracht gezogen und verworfen hatte, entschied er sich dafür, wie bei seinem Oratorium A Child of Our Time von 1944 das Libretto selbst zu verfassen. Wie dieses ist auch die Oper The Midsummer Marriage eine Auseinandersetzung mit den Thesen Carl Gustav Jungs, dem Unbewussten und dem Streben nach Ganzheit. Dementsprechend bezog sich der erste Arbeitstitel seiner Oper (Aurora Consurgens or The Laughing Children) auf das von Jung entdeckte alchimistische Traktat Aurora consurgens aus dem 15. Jahrhundert. Seine Vision des Szenariums beschrieb er folgendermaßen:

“I saw a stage picture … of a wooded hilltop with a temple, where a warm and soft young man was being rebuffed by a cold and hard young woman … to such a degree that the collective, magical archetypes take charge – Jung’s anima and animus – the girl, inflated by the latter, rises through the stage flies to heaven, and the man, overwhelmed by the former, descends through the stage floor to hell. But it was clear they would soon return.”

„Ich sah ein seltsames Bild … eines bewaldeten Hügelgipfels mit einem Tempel, wo ein warmherziger und weicher junger Mann von einer kalten und harten jungen Frau abgewiesen wurde … zu einem solchen Grad, dass die versammelten magischen Archetypen die Führung übernehmen – Jungs Anima und Animus – das Mädchen, von letzterem angefüllt, erhebt sich durch die Bühnenzüge in den Himmel, und der Mann, von ersterem überwältigt, steigt durch den Bühnenboden in die Hölle hinab. Aber es war offensichtlich, dass sie bald zurückkehren würden.“

Die endgültige dreiaktige Oper entstand in den Jahren 1946 bis 1952 aus dem ursprünglich zweiaktigen Entwurf. Libretto und Musik schuf Tippett Schritt für Schritt parallel. Den gesamten Entwicklungsprozess sowie die Einflüsse der verschiedenen Quellen und der Arbeiten Jungs beschrieb er in seiner Aufsatzsammlung The Birth of an Opera.
Noch vor einer Aufführung der gesamten Oper erstellte Tippett eine Konzertsuite mit den vier rituellen Tänzen, die im Februar 1953 vom Basler Kammerorchester unter Paul Sacher erstmals gespielt wurde.
Die Uraufführung fand am 27. Januar 1955 am Royal Opera House Covent Garden in London unter der musikalischen Leitung von John Pritchard und der Regie von Christopher West statt. Die Darsteller waren Richard Lewis (Mark), Joan Sutherland (Jenifer), Otakar Kraus (King Fisher), Adele Leigh (Bella), John Lanigan (Jack), Oralia Domínguez (Sosostris), Michael Langdon (der Alte), Edith Coates (die Alte), Gordon Farrall (beschwipster Mann), Andrew Daniels (tanzender Mann), Monika Sinclair (eine Stimme) und Pirmin Trecu (Strephon). Die Choreografie stammte von John Cranko.
Die Produktion rief zunächst gemischte Reaktionen bei Kritikern und Publikum hervor. Während die Musik durchaus gelobt wurde, empfand man den Text als zu mystisch, kompliziert und verwirrend. Der Daily Express nannte das Libretto gar „eines der schlechtesten in der 350 Jahre alten Geschichte der Oper“.:755
Eine BBC-Studioaufnahme unter dem Dirigenten Norman Del Mar rief das Werk 1963 wieder ins Bewusstsein zurück, und 1968 gab es eine Neuproduktion in Covent Garden unter dem Dirigenten Colin Davis und der Regie von Ande Anderson mit Alberto Remedios als Mark und Joan Carlyle als Jenifer. Hier wurde eine vom Komponisten autorisierte gekürzte Fassung gespielt. Ein Audio-Mitschnitt wurde als CD herausgegeben und erwies sich als sehr erfolgreich.:755
Weitere Produktionen waren:

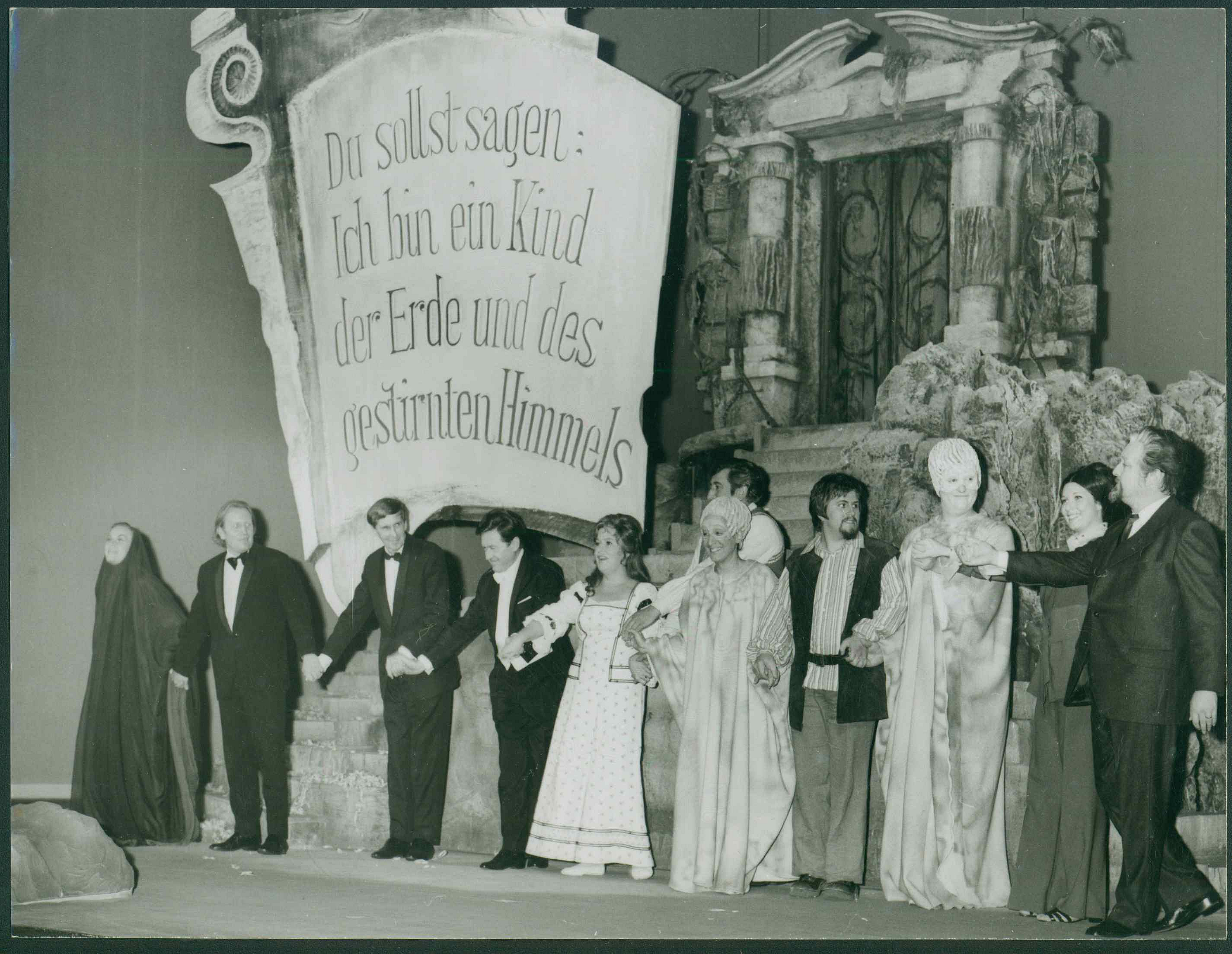
Michael Tippett (3.v.l.) und das Ensemble bei der Aufführung am Badischen Staatstheater Karlsruhe 1973, im Hintergrund das Motto

- 1973: Karlsruhe – deutsche Erstaufführung; Übersetzung: Claus H. Henneberg; Dirigent: Arthur Gräber, Regie: Barrie Gavin.[2]
- 1976/1977: Welsh National Opera Cardiff – Dirigent: Richard Armstrong, Regie: Ian Watt-Smith; „erstmals als mustergültig befundene Produktion“; auch in Bristol, Oxford und Birmingham gezeigt.[2][6]
- 1978: Adelaide-Festival – australische Erstaufführung.[1]:756
- 1979: Lissabon – Dirigent: Richard Armstrong.[6]
- 1982: Stockholm – schwedische Erstaufführung; Dirigent: Per Engstrom, Inszenierung: Erik Appelgren.[1]:756
- 1983: San Francisco – amerikanische Erstaufführung.[1]:756
- 1985: English National Opera – Dirigent: Mark Elder, Regie: David Pountney.[2]
- 1985: Opera North, Leeds – Dirigent: David Lloyd-Jones, Regie: Tim Albery; 1986 Gastspiel bei den Internationalen Maifestspielen Wiesbaden.[1]:756
- 1986: Covent Garden – Dirigent: Bernard Haitink, Regie: Graham Vick; Mark: Stephen O’Mara, Jenifer: Cheryl Barker, Fisher: John Tomlinson.[2]
- 1988: Scottish Opera – Dirigent: John Pryce-Jones.[6]
- 1993: Lincoln Center, New York – Dirigent: Christopher Keene.[6]
- 1998: Bayerische Staatsoper München – Dirigent: Mark Elder, Inszenierung: Richard Jones, Bühne: Giles Cadle, Choreografie: Amir Hosseinpour; Mark: Philip Langridge, Jenifer: Lauren Flanigan; erfolgreiche Produktion mit ironischen Zitaten aus dem Leben der 1950er Jahre;[4][1]:756 sie wurde in der Kritikerumfrage der Zeitschrift Opernwelt zur „Wiederentdeckung des Jahres“ gewählt.[7]
- 2004: Queen Elizabeth Hall, London – Dirigent: Roy Laughlin
- 2004: Boekmanzaal, Amsterdam – Lunchtime Concert
- 2005: Cornwall und London – Dirigent: Richard Hickox
- 2005: Lyric Opera of Chicago – Dirigent: Andrew Davis
- 2012: BBC Hoddinott Hall, Cardiff – Dirigent: Michael Francis
- 2012: Jordan Hall at New England Conservatory, Boston – Dirigent: Gil Rose
- 2013: Royal Albert Hall, London – Dirigent: Andrew Davis

## Aufnahmen
- 27. Januar 1955 – John Pritchard (Dirigent), Orchester und Chor der Covent Garden Opera London.
 Richard Lewis (Mark), Joan Sutherland (Jenifer), Otakar Kraus (King Fisher), Adele Leigh (Bella), John Lanigan (Jack), Oralia Domínguez (Sosostris), Michael Langdon (der Alte), Edith Coates (die Alte), Gordon Farrall (beschwipster Mann), Andrew Daniels (tanzender Mann), Monika Sinclair (eine Stimme).
 Mitschnitt der Uraufführung, live aus London.
 Gala GL 100.524 (2 CDs), Cantus Classics 500669 (2 CDs), Opera d’Oro OPD 1459 (2 CDs).[8]:18856
- 1970 – Colin Davis (Dirigent), Orchester und Chor der Covent Garden Opera London.
 Alberto Remedios (Mark), Joan Carlyle (Jenifer), Raimund Herincx (King Fisher), Elizabeth Harwood (Bella), Stuart Burrows (Jack), Helen Watts (Sosostris), Stafford Dean (der Alte), Elizabeth Bainbridge (die Alte), David Whelan (beschwipster Mann), Andrew Daniels (tanzender Mann).
 Live aus London; gekürzt.
 Lyrita CD: SRCD 2217 (2 CDs).[8]:18857
- 1984 – David Atherton (Dirigent), Elijah Moshinsky (Regie), London Sinfonietta, London Sinfonietta Chorus.
 Philip Langridge (Mark), Lucy Shelton (Jenifer), David Wilson-Johnson (King Fisher), Patricia O’Neill (Bella), Peter Jeffes (Jack), Alfreda Hodgson (Sosostris), Roger Bryson (der Alte), Sarah Walker (die Alte), Christopher Howells (beschwipster Mann), Philip Sheffield (tanzender Mann).
 Verfilmung; dritter Akt gekürzt.[8]:18855[9]
- 15.–16. November 1989 – Michael Tippett (Dirigent), English Northern Philharmonia Leeds.
 Rita Cullis (Sopran), Matthew Best (Bass), Margaret McDonald (Mezzosopran), Mark Curtis (Tenor), Alfreda Hodgson (Alt).
 Studioaufnahme; nur „Ritual Dances“ und „Sosostris’s Aria“ zusammen mit anderen Werken Tippetts.
 Nimbus CD: NI 5217.[8]:18858[10]
- 8. November 2005 – Richard Hickox (Dirigent), Orchester und Chor der Covent Garden Opera London.
 Will Hartmann (Mark), Amanda Roocroft (Jenifer), John Tomlinson (King Fisher), Cora Burggraaf (Bella), Gordon Gietz (Jack), Elena Manistina (Sosostris), Brindley Sherratt (der Alte), Diana Montague (die Alte).
 Live aus London.[8]:18859